# Metacercops cuphomorpha
Melanocercops cuphomorpha là một loài bướm đêm thuộc họ Gracillariidae. Loài này có ở Queensland.